# Наследники (За гранью возможного, 1964)
«Наследники» (англ. The Outer Limits: The Inheritors) — телефильм, двухсерийный (10 и 11 серии) эпизод 2-го сезона телесериала «За гранью возможного» 1963—1965 годов. Режиссёр: Джеймс Голдстоун. В ролях — Роберт Дювалль, Дональд Хэррон, Стив Инхэт, Иван Диксон, Ди Поллок, Джеймс Фрейли, Тед ди Корсия, Ким Хектор, Джеймс Шигета (1 часть), Деббс Грир (1 часть), Жан Шутен (2 часть), Джоан Стюарт  (2 часть).

## Сюжет

### Первая часть
|  | В проблемных частях мира Дьявол-охотник находит исключительную дичь. Поскольку порождаемая людьми жестокость — лишь инструмент для потаённого ужаса, выползающего из темноты своей засады… |

Четыре солдата армии США, не имеющие ничего общего, кроме того что служили в зоне боевых действий и были ранены в голову пулями, сделанными из метеорита, выживают и начинают работать над таинственным проектом. Офицер разведки Адам Баллард пытается распутать тайну странного поведения людей, каждый из которых достиг коэффициента умственного развития выше 200.
Лейтенант Миннс — один из раненных в голову. Его спасают американские врачи. Адам Баллард наблюдает операцию. Миннс начинает демонстрировать вспышки озарения, как и трое других людей, раненных в голову пулей, сделанной из фрагмента метеорита.
Баллард сообщает своему начальнику, что он предполагает, что на Землю вторглись пришельцы, и что эти четверо людей находятся в союзе с инопланетянами.
Поскольку Баллард занимается расследованием, он обнаруживает, что мужчины строят космический корабль. Он также обнаруживает, что лейтенант Миннс собирает детей-инвалидов, чтобы взять с собой в долгий путь.
Баллард боится, что эти беспомощные дети нужны пришельцам, чтобы подвергнуть их экспериментам. Он находит местоположение строительства космического корабля, но люди на месте стройки окружены силовым полем, через которое ничто не может пройти.
|  | Человек смотрит на звёзды и грезит в своих бесцельных мечтах. Дитя вселенной, его игрушки — невежество, его игры — фантазия. Он даже не хозяин собственной судьбы. Дьявол-кукловод — вот кто простирает свои пальцы, чтобы ответить на вопрос: «Что случится дальше?» |

### Вторая часть
|  | Земля, болтающаяся песчинка во тьме бесконечного пространства, принимает странного и ужасного гостя, непрошенного, незваного, обладателя ужасающей силы, внушающей страх, разносчика тёмных дел, неумолимо движущегося к своей таинственной цели... |

Баллард просит людей бороться с «глупостью» в их головах, выключить силовое поле и не похищать детей.
Трое из этих четырёх людей пытаются послушаться Балларда, но лейтенант Миннс наконец объясняет всем цель проекта. Дети не должны быть подвергнуты экспериментам и изучению, им нужно помочь. Они будут взяты в новый мир, где их недуги будут излечены. Действительно, особенный воздух в пределах космического корабля уже сейчас вылечил их.
Балларду разрешают войти в корабль и он видит — то, что говорит Миннс, правда. Он выходит и этим четырём людям дают выбор — остаться на Земле или идти с детьми. Они выбирают поездку с детьми в новый мир и в новую жизнь.
|  | Наследники уже в пути. Во вселенной с её миллиардами звёзд, есть места для любви и счастья. На эту Землю, в эту точку на мгновение опустилось волшебство. Чудо коснулось нескольких жизней, и несколько разрозненных кусочков вписались в мозаику Создания. |

## Производство
У Силега Лестера, назначенного редактором сценариев второго сезона сериала, возникли серьёзные трения с руководством телесети ABC, поскольку он намеревался положить в основу сюжета эпизода «благожелательное вторжение» пришельцев, не приемля концепции «монстров, разрушающих мир», на которой настаивали продюсеры. Однако, увидев законченный черновик сценария, представители ABC решили, что из этого может получиться интересная история и дали «добро».

## Ремейк
По мотивам эпизода «Наследники» был снят одноимённый эпизод, вышедший в 1999 году в рамках ремейка телесериала «За гранью возможного».